# 17歳。
『17歳。』（じゅうななさい）は、藤井誠二原作・鎌田洋次作画による日本の漫画。『漫画アクション』（双葉社）にて、2004年から2005年にかけて連載された。単行本は双葉社から全4巻（アクションコミックス）。
少年犯罪史上最も凶悪な事件の1つである「女子高生コンクリート詰め殺人事件」をモチーフにプロットは構成されているが実録ものではない。連載時には、著名人と原作者による劇中の心理感と現実の少年犯罪に関する対談コラムが掲載されていた（単行本では再編集され掲載）。

## あらすじ
1996年、トラック運転手のマルカワヒロキ（25歳）は、仕事で忌まわしき東京都E区を訪れ、惨劇のあった家がなくなっていることに絶句する。
8年前の1988年、17歳のヒロキは悪友であるタカシと共に不良の総番ミヤモト一派に脅され、17歳の女子高生・大沢サチコを拉致監禁する。行方不明となった双子の姉サチコを探すべく、17歳の妹・大沢ミキが立ち上がる。

## 登場人物
マルカワ ヒロキ
本作の主人公で17歳の男子高校生。もともと悪ぶった小心者だったが、チンピラに恐喝されていたところを助けてくれたミヤモトに惹かれはじめミヤモト一派に所属。当初はミヤモトに憧れを抱き、彼の威光で増長していった。だがミヤモトの凶悪な本性を目の当たりにしていくうち、恐怖心を抱いたことから離れようとした矢先、監禁暴行事件に加担させられてしまう。以降はミヤモトの暴力と自身の破滅に怯え、ひたすら保身的な行動を繰り返していく。最終的にツジの証言により逮捕されるが、脅されて無理矢理従ったと判断され、短期の少年院収監という軽い処分で済まされる。出院後、人生をやり直すべくミズノの部屋から持ち出したけん玉とルービックキューブを彼の家に戻そうとしたところでミキと対面。サチコの監禁暴行事件に関与し、嘘を重ねて逃げ続けたことを容赦なく非難される。見苦しく言い訳を繰り返すが、彼女の怒りと気迫に圧倒され、頭を下げて許しを請い続けた。
大沢ミキ
本作におけるもう1人の主人公でありメインヒロイン。ヒロキと同じ高校に通う17歳の美少女。優しく非常に礼儀正しいサチコの双子の妹。将来の夢は美容師。拉致監禁された姉を救出すべく奮闘する。誰にでも優しい一方で、許せない相手には毅然と容赦ない言葉を浴びせる気丈な面を持つ。物語が後半になるにつれ中心人物となっていった。
大沢サチコ
千葉県の高校に通うミキの双子の姉（17歳）。ファミレスでアルバイトをしている。ミヤモト一派に誘拐拉致監禁され凄惨なレイプと暴行を受ける。居場所を突き止めたミキに救出されるが、その際に激昂したミヤモトの攻撃からミキを庇って頭に重傷を負う。大怪我にくわえ長期間の監禁、暴行による衰弱で一時は命の危機にひんするが、ミヤモトらの裁判が進む中で意識を取り戻し、その後に回復している。将来の夢はカウンセラー。
初期構想では、サチコが命を落とし死体を遺棄されるという悲劇的結末だったが、変更により上記の顛末を迎えた。
イクノ タカシ
17歳。ヒロキの悪友で、彼と同じくミヤモトに助けられたことで一派に所属する。お調子者で、ヒロキに引き入れられるような形でサチコ監禁暴行事件に加担させられるが、彼女を取り逃がしそうになったり些細な発言をするだけでミヤモトから暴力を受けるようになってからは、彼の凶悪さを恐れて距離を置こうと考えていた。しかしツジにナイフを突きつけて脅され、一度は踏みとどまるものの、やがて命令を続けるミズノに嫌気がさして、ミヤモト一派から逃げ出そうとする。しかし捕らえられ、凄惨なリンチを受けた末に命を落とし、死体はゴミ捨て場の壊れた冷蔵庫の中に遺棄される。
初期構想では殺害されず、逮捕後の取り調べの中で、ミヤモトらの逮捕につながる証言をする予定だったが、ミヤモト一派と繋がりのある不良ユキノリがその役を担った。
ミヤモト
不良のリーダー格。残忍かつ暴力的な性格で、大柄な体格を用いて気に入らない相手を力でねじ伏せようとする。小学生時代から、手下を引き連れて他校を襲撃するなど非行を繰り返していた。中学生のころは空手部に所属し、区の大会で優勝し強豪高校へ推薦入学するほどの実力者だったが、高校3年生時に中退。喧嘩が強いのみならず裏勢力との繋がりもあり、ヒロキの地元の不良たちから尊敬と畏怖の念を抱かれている。サチコ誘拐の首謀者。救出に乗り込んできたミキによる、姉への凄惨な暴行に対する激しい糾弾に激怒し彼女の殺害を試みるが、寸前に駆けつけた警官隊に逮捕される。裁判では弁護士に対し反省の態度を見せるが、実際は全く改心していなかった。具体的な処遇は明かされず、サチコが助かったことで死刑は免れたと内心安堵するところまでが描写されている。
ツジ ダイスケ
ミヤモトの手下。卑劣かつ抜け目のない性格をしている。逮捕時に下の名前が明らかとなった。タカシをリンチした際はゴルフクラブで何発も頭を殴打して死に至らしめた。
ミズノ カツヤ
ミヤモトの手下。パーマをかけた頭髪に暗い表情をしている。他の一派と比較し大人しい印象だが、意に沿わない者はたとえ親であっても暴力を振るう凶暴さを持つ。自宅は、ミヤモトを含めた不良たちの溜まり場であり、サチコの監禁場所として使われた。
フルヤ
ミヤモトとは幼少期から交流があった。かつては親友同士だったが、今では距離を置き別グループを率いる。いわゆる硬派なタイプの不良で、非道な行為に対して怒りを露わにする。ミヤモトがサチコを無理やり連れ回す姿を目撃して以降、彼が道を踏み外さないか危惧するようになる。やがて拉致事件の真相への繋がりを知ったミキに懇願され、警察へリークしない条件でミズノの家に乗り込んだ。サチコを救出する際、ミヤモトに金属バットで頭を殴られ重傷を負う。その後、安否の明言はないが被害者の人数に関する描写から命に別状はない模様。
ユキノリ
ミヤモトのグループに従う不良少年。他の友人と共にサチコへの暴行に加担したことでフルヤから鉄拳制裁を受ける。だが性懲りもなく、姉を捜索するミキを見つけると、協力する素振りをみせ自身の部屋に連れ込み暴行を試みた。しかし寸前で駆けつけたフルヤに阻止され、部屋を脱出したミキの通報により逮捕される。取り調べでは、ミヤモト一派の逮捕につながるサチコの監禁暴行について証言をした。
田中刑事
千葉県警の少年課刑事。下の名前は淳。当初は真剣に取り合わなかったが、ミキの必死な訴えに独自捜査を開始する。妻帯者で、幼い娘がいる。
ヒロキの母
シングルマザー。ヒロキがミヤモトから暴行を受け帰宅した姿を見て以降、常に息子を心配するようになる。ヒロキの逮捕後は、全ての親類から絶縁されるが、息子を見捨てることはなかった。
大沢誠一、大沢時子
姉妹の両親。千葉で単身赴任中だった誠一は、サチコの行方不明を知り急遽自宅に戻ってきた。サチコ救出に注力する一方、ミキが焦るあまり無茶な行動をしないか不安を抱えている。
ミズノの両親
息子の素行の悪さだけでなく、家が不良の溜まり場になったことで周囲から札付き扱いされることに苦慮している。まともに注意できないほど親としての威厳は皆無に等しく、息子の機嫌をうかがいながら暴力に怯える有様となっていた。息子たちの逮捕後は、周囲からの非難を恐れ逃げるように去っていった。